# Clara Emilia Smitt
Clara Emilia Smitt, född 4 januari 1863 i Stockholm, död 13 januari 1928 i Stockholm, var en svensk läkare (balneolog) och författare. Mellan 1896 och 1902 drev hon Saltsjöbadens sanatorium.

## Biografi
Clara Smitt växte upp som fosterbarn hos strykerskan Clara Josefina Gustafsson och anges 1890 som studerande. Hon utbildade sig till sjuksköterska och tog fältskärsmästarexamen 1892. År 1895 flyttade hon till den nybildade villastaden och badorten Saltsjöbaden i Nacka socken där hon i en villa (senare kallad Malmska villan) öppnade den 1 maj 1895 Saltsjöbadens sanatorium. Hon var sjuksköterska under Grek-turkiska kriget 1897 och belönades 1899 av Greklands drottning, Olga Konstantinovna av Ryssland, med Röda korsets minnestecken för sina insatser under kriget.
Clara Smitt var examinerad vattenläkare och hade gått i lära hos den österrikiske läkaren Wilhelm Winternitz samt studerat medicin utomlands, framförallt anammat moderna hälsometoder som vatten- och ljusterapi. Nu ville hon i Sverige praktisera sina kunskaper och menade att sjukdomar inte botas med medikament utan med sunt leverne som diet, motion och bad i olika former.
Hon hörde även till Sveriges tidiga kvinnorättsaktivister, skrev artiklar i ämnet i tidskriften Idun och utgav 1887 boken Kvinnans ställning i samhället: några inlägg i nutidens sociala spörsmål. År 1898 utgav hon Helios, en tidskrift för "andligt och materiellt välbefinnande" som utkom i sju nummer. År 1898 gifte hon sig med Erland Dryselius och kallade sig därefter Clara Smitt-Dryselius. 
Ekonomiska svårigheter tvingade Clara Smitt att lägga ner verksamheten i Saltsjöbaden 1902. I december 1902 flyttade paret Smitt-Dryselius till Vingåker i Södermanland där de sedan tidigare drev vattenkuranstalten Byle-Wörishofen enligt Sebastian Kneipps hydroterapier. 1903 hade hon Ljusinstitutet Helios vid Riddargatan i Stockholm och 1910 vid Odengatan där hon enligt adressboken var verksam som "doktor", "kirurg" och "vattenläkare". 1911 annonserade hon i tidskriften Dagny som badläkare för Elektriska Ljusinstitutet med adress Grev Turegatan 24 B. 1918 drev hon en massage- och ljusklinik i Råsunda. Hon fann sin sista vila på Norra begravningsplatsen där hon gravsattes den 20 januari 1928. I samma grav vilar även hennes fostermor Clara Josefina Gustafsson (död 1918).

## Galleri

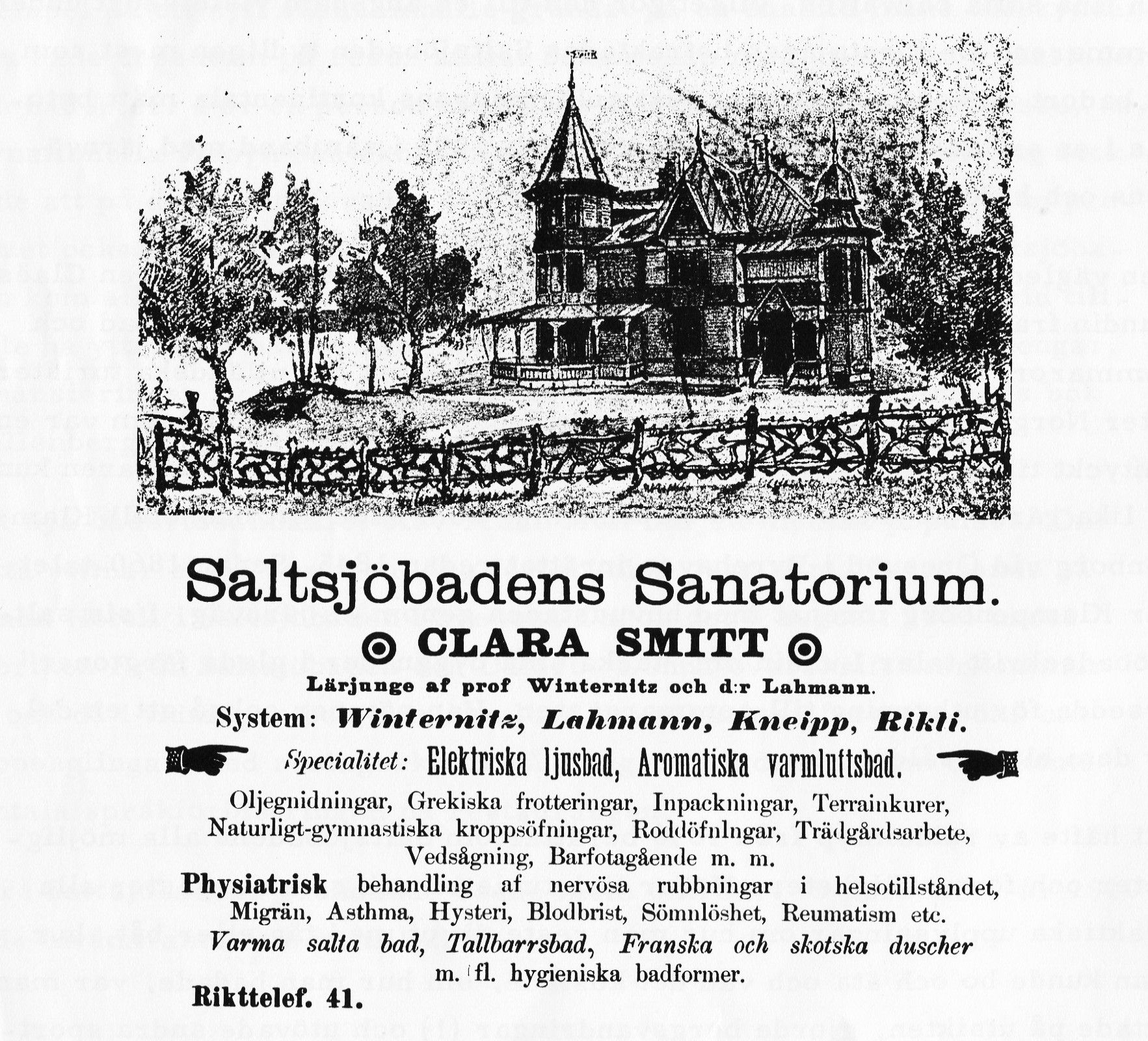
Saltsjöbadens sanatorium i Saltsjöbadens Tidning 1896.
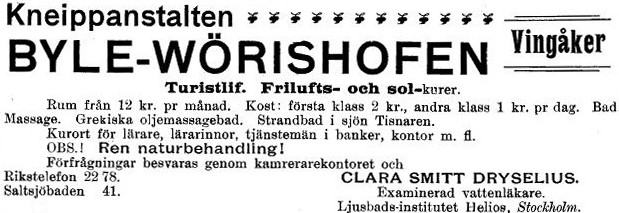
Tidningsannons från 1900 för Kneippanstalten Byle-Wörishofen.